# Cranioleuca marcapatae
Rabo-espinhoso-de-marcapata ou arredio-de-marcapata (Cranioleuca marcapatae) é uma espécie de ave da família Furnariidae.
É endémica do Peru.
Os seus habitats naturais são: regiões subtropicais ou tropicais húmidas de alta altitude.